# Black River 9
Black River 9 är ett reservat i Kanada.   Det ligger i provinsen Manitoba, i den sydöstra delen av landet, 1 600 km väster om huvudstaden Ottawa.
I omgivningarna runt Black River 9 växer i huvudsak blandskog. Trakten runt Black River 9 är nära nog obefolkad, med mindre än två invånare per kvadratkilometer.